# 사회 관계
사회 관계(社會關係)또는 사회적 관계(社會的關係)는 사회 과학 내 분석의 기본 단위이며 그룹 내 및 그룹 간 두 명 이상의 개인 간의 자발적 또는 비자발적 인간 관계를 설명한다. 집단은 언어나 친족 집단, 사회 기관이나 조직, 경제 계층, 국가 또는 성별일 수 있다. 사회 관계는 인간 행동 생태학에서 파생되며, 총체적으로 구성 부분이 서로에 대해 그리고 사회 생태계 전체에 대해 가장 잘 이해되는 일관된 사회 구조를 형성한다.

## 관계와 상호작용의 형태
표트르 스톰프카(Piotr Sztompka)에 따르면 사회학과 인류학의 관계와 상호 작용 형태는 다음과 같이 설명될 수 있다. 첫째로 가장 기본적인 것은 동물과 같은 행동, 즉 신체의 다양한 신체적 움직임이다. 그 다음에는 행동, 즉 의미와 목적을 지닌 움직임이 있다. 그런 다음 (직간접적으로) 다른 사람에게 말을 걸어 다른 에이전트의 응답을 요청하는 사회행동이 있다.
다음은 사회적 상호 작용의 시작을 형성하는 한 쌍의 사회적 행동인 사회적 접촉이다. 상징은 사회적 관계를 정의한다. 상징이 없다면 우리의 사회생활은 동물의 사회생활보다 더 정교하지 못할 것이다. 예를 들어 상징이 없으면 이모나 삼촌, 고용주나 교사, 심지어 형제자매도 없을 것이다. 요약하면, 상징적 통합은 사람들이 자신과 타인을 정의하는 방식에 따라 사회 생활이 어떻게 달라지는지 분석한다. 그들은 대면 소통을 연구하고 사람들이 삶을 어떻게 이해하는지, 관계를 어떻게 결정하는지 조사한다.

## 같이 보기
- 체계 이론
- 인간 관계
- 사회적 고립
- 사회 운동
- 소셜 로봇
- 상징적 상호작용
- 전통

관련 학문
- 행동생태학
- 행동과학
- 사회철학
- 사회심리학